# Rafe perineale
Il rafe perineale si estende dall'ano attraverso la linea mediana dello scroto (rafe scrotale) fino alla parte posteriore del pene, sempre attraverso la linea mediana (rafe penieno). Esso è facilmente osservabile, essendo una linea ben visibile.
È il risultato di un fenomeno di sviluppo fetale per cui lo scroto (l'equivalente delle labbra nelle femmine) e il pene si chiudono verso la linea mediana. Il bordo di tessuto che ne risulta è il rafe perineale.

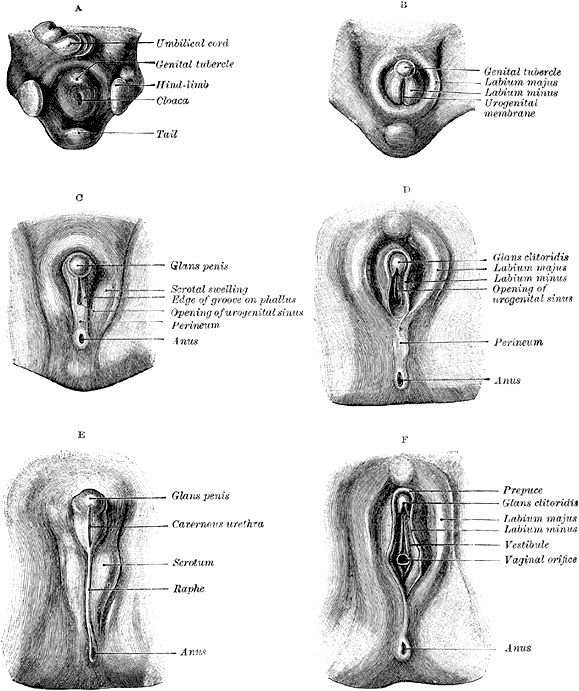
Stadi nello sviluppo degli organi sessuali esterni nei maschi e nelle femmine.
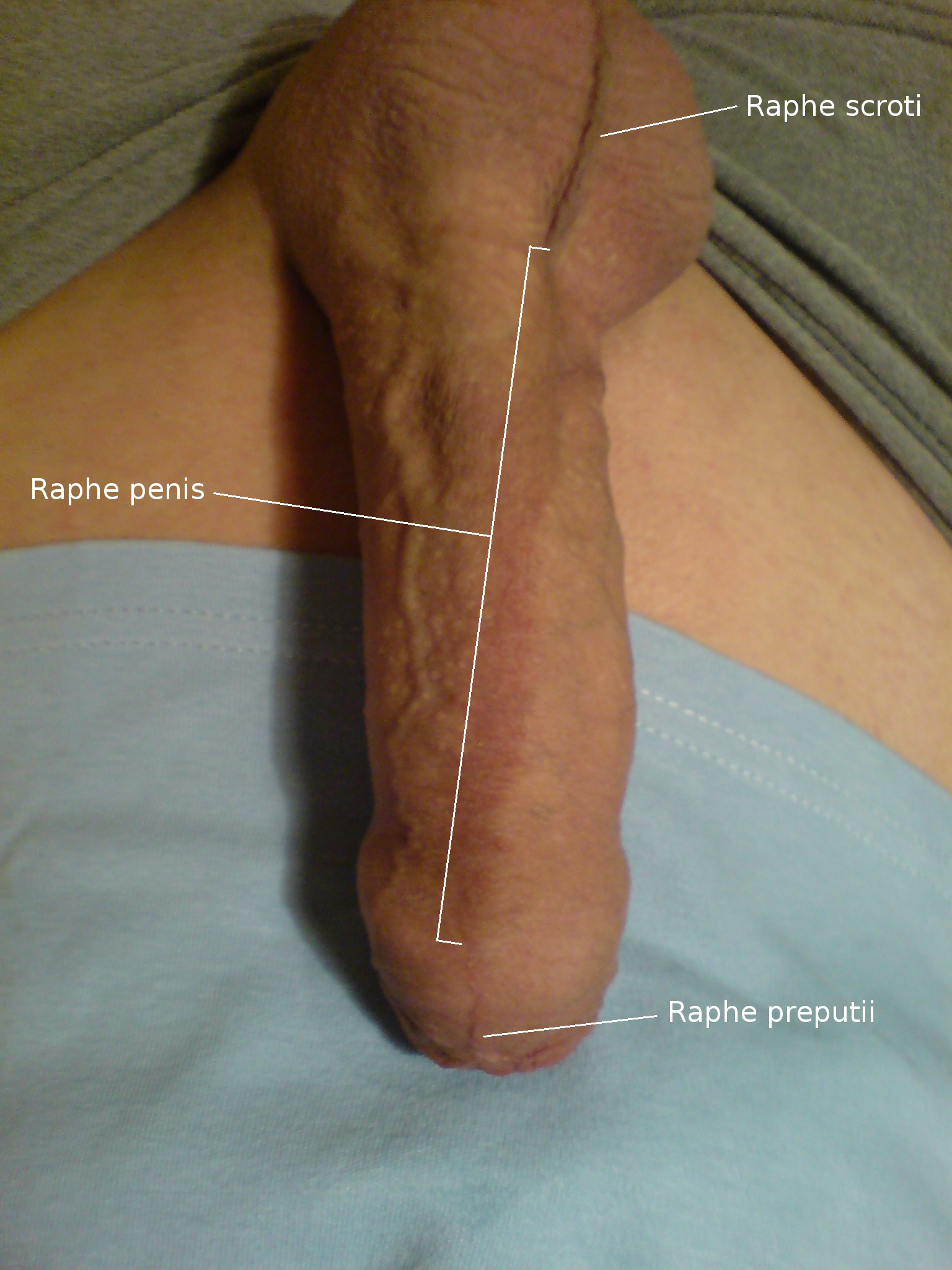
Percorso del rafe scrotale e penieno.